# Дудчаны
Дудчаны (укр. Дудчани) — село в Мыловской сельской общине Бериславского района Херсонской области Украины.

## Население
Население по переписи 2001 года составляло 2102 человека.

### Языковой состав
Родной язык населения по данным переписи 2001 года:
| Язык       | Численность, чел. | Доля     |
| ---------- | ----------------- | -------- |
| Украинский | 2 016             | 95,91 %  |
| Русский    | 59                | 2,81 %   |
| Другое     | 27                | 1,28 %   |
| Итого      | 2 102             | 100,00 % |

## История
Основано в 1780 году.
В 1951 году в связи с обменом участками государственных территорий между СССР и Польшей из Нижне-Устрицкого, Стрелковского и Хыровского районов Дрогобычской области было выселено более 32 тысяч бойков. Они были направлены в различные колхозы двадцати одного района, в том числе Херсонской области село Дудчаны.
До 2020 года входило в состав Нововоронцовского района Херсонской области, будучи административным центром Дудчанского сельского совета.
В марте 2022 село было захвачено российской армией.
2 октября 2022 ВСУ освободили село в ходе контрнаступления в Херсонской области; как сообщал назначенный российскими силами глава Херсонской области Владимир Сальдо, «батальоны ВСУ в районе села Дудчаны в Херсонской области планировали прорваться на Каховскую ГЭС». Это означало, что украинские силы оказались в этом районе и смогли подготовить атаку.

## Известные жители
В селе родился и жил до Великой Отечественной войны полный кавалер ордена Славы Цегельник Григорий Гаврилович.